# Crooked Rain, Crooked Rain
Crooked Rain, Crooked Rain es el segundo disco de la banda de indie rock Pavement, lanzado en 1994 por la discográfica Matador Records. Con este álbum, el grupo abandonó el sonido de baja fidelidad presente en su álbum debut Slanted and Enchanted y ganó popularidad con el sencillo "Cut your hair". A mitad de la grabación del disco, Gary Young fue reemplazado por Steve West. El disco presentaba a la banda desde su lado más accesible, y el sencillo Cut Your Hair fue su ramalazo más cercano al éxito masivo. En Reino Unido llegó al top 20, aunque su lanzamiento en Estados Unidos no tuvo buena recepción.

## Lanzamiento
Crooked Rain, Crooked Rain fue lanzado el 14 de febrero de 1994, por Matador Records. Para 2009, el disco había vendido 500.000 copias.
El disco fue reeditado el 26 de octubre de 2004 por Matador Records con el título Crooked Rain, Crooked Rain: LA's Desert Origins. La reedición contiene dos discos: el primero contiene el álbum original así como caras B y temas de recopilación de aquella época. El segundo es una colección de temas inéditos en los que participaba Gary Young y sesiones para la BBC.
La colección contiene 14 temas, procedentes de varias grabaciones anteriores, incluyendo el disco original, los sencillos Cut Your Hair, Range Life, Gold Soundz, the Gold Soundz Australia-NZ. French Micronesia Tour '94 EP, the Crooked Rain, Crooked Rain" bonus 7, y otras grabaciones en Ramdom Falls, Nueva York, Louder Than You Think en Stockton, California, and Waterworks, Nueva York a lo largo de 1993.
La fotografía de la portada fue tomada del número de marzo de 1974 de la revista National Geographic.
A causa de un borrón de tinta en la contraportada de la portada original, la canción "Silence Kid" se ha vuelto conocida por error como "Silence Kit". Este error continuó cuando el diseñador Mark Ohe lo imprimió en la contraportada de la reedición Crooked Rain, Crooked Rain: LA's Desert Origins, a pesar de que el libreto interior mostraba el nombre correcto varias veces, incluyendo hasta el título de la canción escrito con la letra de Stephen Malkmus. 

## Legado
El disco fue situado en el puesto 8 de la lista de Pitchfork Media de los 100 mejores discos de los 90. En 2003, el disco estuvo en el puesto 210 de la lista de la revista Rolling Stone de los 500 discos más grandes de todos los tiempos.
Todas las canciones fueron escritas por Stephen Malkmus excepto "Hit the Plane Down".

## Listado de canciones
1. "Silence Kid" – 3:01 (conocida como "Silence Kit" debido a un error de tinta en la contratapa)
2. "Elevate Me Later" – 2:51
3. "Stop Breathin'" – 4:28
4. "Cut Your Hair" – 3:07
5. "Newark Wilder" – 3:53
6. "Unfair" – 2:33
7. "Gold Soundz" – 2:41
8. "5-4=Unity" – 2:09
9. "Range Life" – 4:54
10. "Heaven Is a Truck" – 2:30
11. "Hit the Plane Down" – 3:36 (Spiral Stairs)
12. "Fillmore Jive" – 6:38